# Melothria
Melothria L., 1753 è un genere di piante appartenente alla famiglia delle Cucurbitaceae.

## Tassonomia
Comprende le seguenti specie:
- Melothria campestris (Naudin) H.Schaef. & S.S.Renner
- Melothria cucumis Vell.
- Melothria dulcis Wunderlin
- Melothria hirsuta Cogn.
- Melothria longituba C. Jeffrey
- Melothria pendula L.
- Melothria pringlei (S.Watson) Mart.Crov.
- Melothria scabra Naudin
- Melothria schulziana M. Crovetto
- Melothria sphaerocarpa (Cogn.) H.Schaef. & S.S.Renner
- Melothria trilobata Cogn.
- Melothria warmingii Cogn.